# Río Órbigo
El río Órbigo es un río del noroeste de España, un afluente del río Esla que discurre por las provincias de León y Zamora. Tiene una longitud de 162 km y drena una cuenca de 4995 km².

## Etimología
Según el lingüista E. Bascuas, el topónimo Órbigo, procedería de un tema hidronímico paleoeuropeo *urw-, derivado de la raíz indoeuropea *er- 'fluir, moverse', con significado hidronímico. La primera mención es de Hidacio "Ad fluvium nomine Urbicum" 

## Geografía
El río Órbigo nace de la unión del río Luna y el río Omaña, al noroeste del pueblo de Secarejo. Discurre de norte a sur por la provincia de León y, aguas abajo de la ciudad de Benavente, cede su caudal al río Esla, que a su vez será tributario del Duero.
Afluentes del río Órbigo:
- río Duerna, afluente en realidad del Tuerto, con una longitud de 54 km y una cuenca de 317 km²;
- río Tuerto;
- río Jamuz;
- río Eria, con una longitud de 110 km.
- Afluente especial: presa Cerrajera (nace en el Órbigo y desemboca de nuevo en el mismo).

El río Órbigo es atravesado por el Camino de Santiago en la localidad de Hospital de Órbigo, en León.
Aparece descrito en el duodécimo volumen del Diccionario geográfico-estadístico-histórico de España y sus posesiones de Ultramar de Pascual Madoz con las siguientes palabras:

ORBIGO: r. en la prov. de Leon, part. jud. de Murias de Paredes: toma este nombre en el pueblo de Hospital de Orbigo, part. jud. de Astorga: procede de las aguas que bajan de los valles de Omaña y Luna; de aquel por los pueblos de Montrondo, Fasgar y Murias; y del de Luna por los de Torrestio, Torresbarrio, Quintanilla, Piedrafita y Penalva, cuyos dos brazos toman los respectivos nombres de Omaña y Luna, hasta que reunidos en Santiago del Molinollo, conservan el último; de aqui sigen hácia Hospital de Orbigo, donde segun queda dicho, toma este nombre; entra en el part. jud. de La Bañeza, en térm. de cuya v. recibe las aguas del Duerna y Tuerto; sigue hácia la Mora, donde se le juntan las aguas que bajan de Quintanilla de Flores, y se introduce en el part. jud. de Benavente (prov. de Zamora), en cuyo terr. confluye con el Esla: durante su curso, que podrá verse mas por estenso en las descripciones de los part. jud. que recorre, fertiliza porcion de terreno de una y otra márg.; impulsa varios artefactos y tiene varios puentes de piedra y madera, con alguna que otra barca, que facilitan su paso; cria pesca de truchas, barbos y anguilas.
(Madoz, 1849, pp. 293-294)